# 哥本哈根地铁
哥本哈根地铁是丹麦首都哥本哈根、腓特烈斯贝市镇、托恩比市鎮的城市軌道交通系統，由哥本哈根市政府、腓特烈斯贝市政府、丹麦交通部共同所有，由哥本哈根地铁公司负责运营。系统自2002年开始运行，现在共有4条已投入使用线路，39座已投入使用的车站（已投入使用的车站中有25座地下车站），另有5座车站在建。
2002年开通初期，仅拥有20.4千米的线路，9座车站，两条线路（1号线和2号线）。2003年和2007年，先后延线至万勒瑟站和哥本哈根机场站。2019年，3号线（环线）新建的17个车站投入使用，使得车站总数达到37个。2020年3月28日，4号线一期通车，运营中车站进一步增至39座。
该地铁使用由意大利公司日立軌道義大利供應的列車和其他設備，而後來其他城市（如意大利的布雷西亚、罗马和米兰、希腊的塞萨洛尼基，以及的環狀線）在興建或擴展其地鐵系統時，亦借鉴了哥本哈根的经验，使用同一間公司的出品。
“哥本哈根地铁”是中型铁路系统，並与通勤鐵路系統--哥本哈根市郊铁路、丹麦国家铁路列车，以及哥本哈根公交间形成了一个互相补充的公共交通体系。
该地铁系统24小时运营，高峰时段发车间隔为2-4分钟，但夜间会出现超过20分钟的发车间隔。

## 歷史

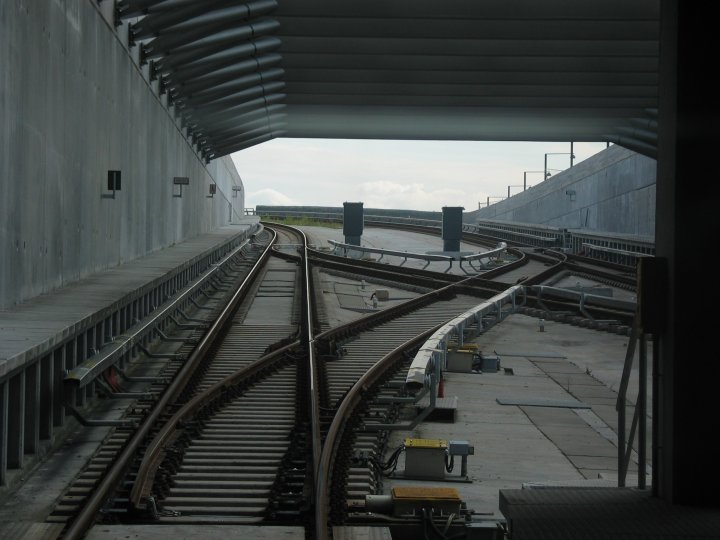
哥本哈根地铁在冰岛码头站附近的渡线

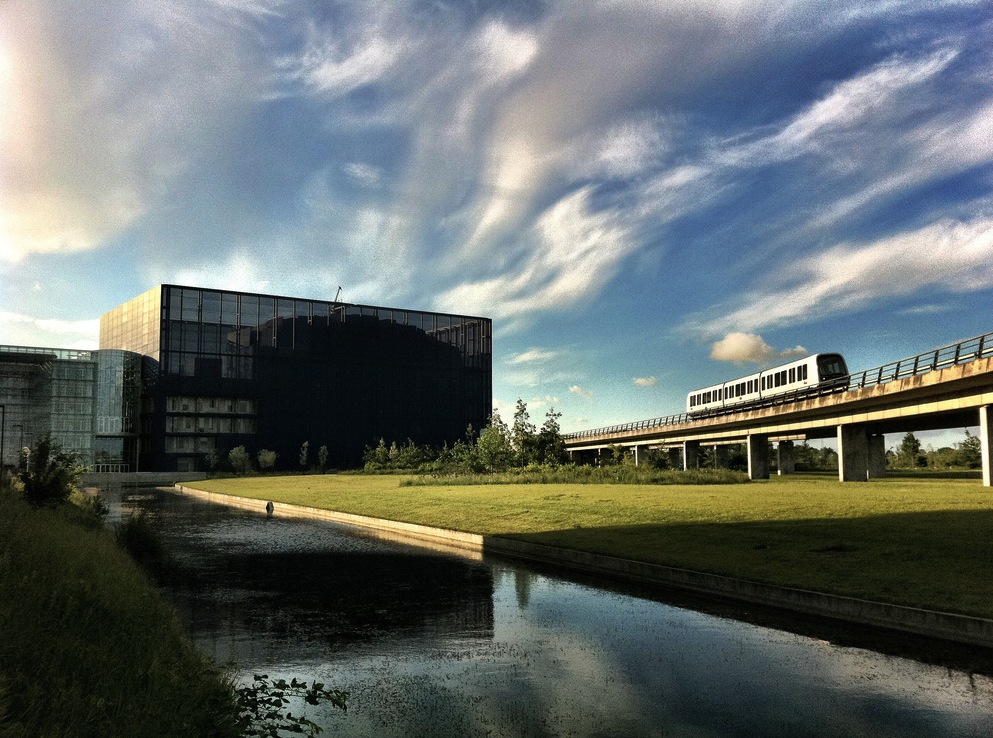
丹麦广播电视城及旁边的哥本哈根地铁高架线

### 背景
哥本哈根有意發展當時仍屬郊區的阿迈厄島（Amager），但現有的哥本哈根市郊铁路卻未覆蓋該區，因此當局決定興建地鐵連接該區和市中心，最后丹麦议会于1992年批准这一规划。由国营企业厄勒斯塔兹开发公司负责建设及管理。在论证阶段，相关人士提出了有轨电车、轻轨、地铁3个方案。

#### 有轨电车方案
该方案是在哥本哈根市中心、阿瑪島等区域内修建路面电车，该方案在以上3个方案中成本最低。哥本哈根市中心段为地面线路，厄勒斯塔兹开发区段采用地面线路与立体交叉向结合的方式，包括与欧洲E20公路、厄勒海峡铁路的立交道口。因为无法做到全线专有路权，因而在部分路段会与行人、车辆争道，并受交通灯影响。设计最短班次间隔150秒。采用架空电缆供电。站距约为500米。列车长度为35米，最大载客量230人。该方案最终未被采用。

#### 轻轨方案
厄勒斯塔兹开发区段采用与“有轨电车方案”相似的模式，哥本哈根市中心段采用地下隧道。设计最短發车间隔与“有轨电车方案”一样为150秒，但列车长度是“有轨电车方案”的两倍、车站规模也更大。该方案的建设成本、运行速度、载客量均介于“有轨电车方案”与“地铁方案”之间。该方案最终亦未被采用。

#### 地铁方案
该方案运行速度、载客量、安全性，均是3个方案中最高的，噪音污染是3个方案中最低的，尽管其建设成本是3个方案中最高的。因其投入产出比最高而被采用。
1996年10月，哥本哈根有关部门与建设方“哥本哈根地铁建设集团”签订相关协议，并与安萨尔多签订为期5年的运营权外包协议。“哥本哈根地铁建设集团”是由Astaldi、万喜、SAE、Ilbau、北欧建设公司（Nordic Construction Company）、Tarmac Construction共同出资的合资企业。

### 建设早期的1号线与2号线

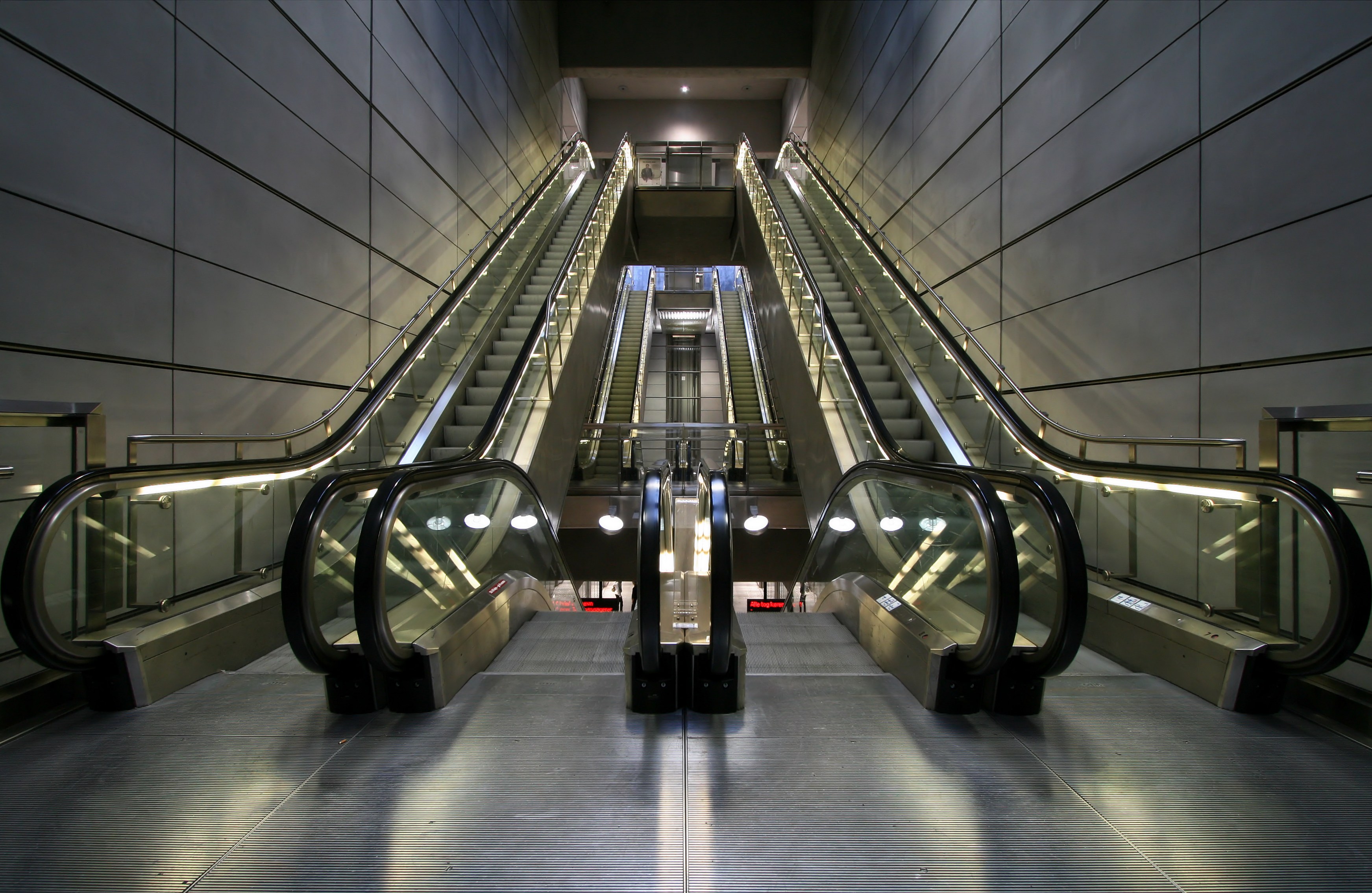
阿迈厄布罗站的自动扶梯

#### 1号线与2号线工程分期
根據1996年時的計劃，哥本哈根地铁修建1号线和2号线两条线路，分三期興建：
- 第一期工程包括“1号线”北门站至西阿迈厄岛站区间，以及“2号线”北门站至黏土矿坑公园站区间，2002年10月19日通车
- 第二期工程將“1号线”和“2号线”的共構路段從北门站向西伸延，並細分為兩階段。第一階段介乎北门站和腓特烈斯贝站的路段於2003年5月29日完工，第二階段介乎腓特烈斯贝站和万勒瑟站的路段則於同年10月12日完工。
- 第三期工程將“2号线”從黏土矿坑公园站伸延至哥本哈根機場站，於2007年9月28日通車。

地铁工程于1996年11月开工，管线迁移是最先进行的工作之一。1997年9月，建设方“哥本哈根地铁建设集团”开始主体工程施工。1997年10月和11月，两台盾构机先后运抵施工现场，分别被命名为“丽娃”（Liva）和“贝蒂”（Bette），并于1998年2月自冰岛码头站开挖隧道。同月，丹麦公共交通管理局（Trafikstyrelsen）发放了无人驾驶地铁的许可证。原哥本哈根市郊铁路雉鸡路站⟷腓特烈斯贝站段也于1998年6月20日停用（该段现属哥本哈根地铁，但原哥本哈根市郊铁路时期为地上线，哥本哈根地铁时期为地下线）。
第一段隧道于1998年9月完工，随后盾构机转移至港口街（Havnegade）。1998年12月，开始建造其中9座地铁站。2号线完整的方案也于1999年4月公布，论证的结果认为2号线阿迈厄岛段采用以高架线与地面线为主的形式更有利于逃生。1999年5月，第一列地铁列车抵达哥本哈根，并进入调试阶段。1999年12月，隧道挖掘至Strandlodsvej，之后盾构机被转移至港口街（Havnegade）用于挖掘通往腓特烈斯贝的地铁隧道。2000年1月1日，哥本哈根市郊铁路索尔比约站⟷万勒瑟站段关闭，后改为地铁（哥本哈根市郊铁路时期的该线路为地上线，改为地铁后为地下线）。
2001年3月，哥本哈根市的有关部门决定兴建1号线、2号线三期工程。2001年11月6日，哥本哈根地铁开始试车，试车线路为1号线、2号线一期及二期第1阶段路段。截至2002年5月22日，18列已运抵的地铁列车总试车里程已达10万公里。
运营外包予安萨尔多进行，再转包予信佳集团的地铁部门，外包合同有效期5年，并可再延期3年。

### 首通后至今的1号线与2号线
2002年10月19日，哥本哈根地铁通车。首通线路为1号线北门站⟷西阿迈厄岛站段及2号线北门站⟷黏土矿坑公园站段。初期班距为12分钟，2002年12月3日起缩至9分钟，2002年12月19日起再缩至6分钟。
2003年2月24日，1号线、2号线二期工程第一阶段（北门站⟷腓特烈斯贝站区间）完工，并于2003年5月29日启用，并由女王瑪格麗特二世主持通車儀式。哥本哈根的所有轨道交通及公交时刻表在5月25日便以完成调整，但因女王瑪格麗特二世的原因直至5月29日才举行通车仪式，这使得哥本哈根部分区域在5月25日至5月29日间出现地铁及公交服务空白。 1号线、2号线二期工程第二阶段（腓特烈斯贝站⟷万勒瑟站区间）于2003年10月12日开通。
会展中心站曾于2005年获得密斯·凡·德罗欧洲当代建筑奖提名。
2006年，安萨尔多运营哥本哈根地铁的合同有效期延长3年，但安萨尔多却与信佳集团解除了转包关系。之后安萨尔多将转包合同转予米兰交通集团，两者自2007年10月起共同运营哥本哈根地铁。 厄勒斯塔兹开发公司于2007年结业，哥本哈根地铁所有权转至哥本哈根地铁公司。
2007年9月28日，总长度4.5千米的2号线三期工程（黏土矿坑公园站⟷哥本哈根机场站区间）通车，该段由原丹麦国家铁路所属的阿迈厄岛铁路改建而来。为配合该期地铁工程，34列新地铁列车正式配属1号线和2号线。然而，哥本哈根地铁阿迈厄岛段的以地面线及高架线为主的规划却引来许多阿迈厄岛居民的反对，他们认为哥本哈根地铁阿迈厄岛段应选择地下线，地面线及高架线会带来视觉污染、噪音污染并割裂城市。反對團體更曾嘗試訴諸法庭以阻礙工程進度。當局後來決定在路面運行的路段上增建行人天橋和隧道，以迎合反對者的訴求。
2008年4月，哥本哈根地铁获得国际地铁大会颁发的“2008年度世界最佳地铁奖”，评审委员会主要评审了可靠性、安全性、乘客体验、换乘便利性、可直通机场等方面。 2008年，客流量增加了16%，达到了4400万人次/年。
2008年9月，几个政党公开反对哥本哈根地铁延线至哥本哈根西北部地区。
最初，仅在周四至周六提供01:00—05:00的列车服务。2009年3月19日起，改为7X24小时服务。这对维保工作提出了更高的要求，因为以往很多维保工作在夜间地铁关闭时段进行。为此，线路维保工作改为夜间时段开放1条线路运营，另1条线路停运维保。 2009年5月，有6家具有相关资质的公司参与竞标哥本哈根地铁运营，包括Serco-NedRailways、安萨尔多信号与运输方案公司、爱瑞发、汉堡城市快铁、凯奥雷斯、丹麦国家铁路。 这次竞标后因哥本哈根地铁所有者“哥本哈根地铁公司”的错误而未能继续进行。

### 3号线
2005年12月2日，中央及地方達成雙方财政出资兴建哥本哈根地铁3号线（城市环线）之協議。当时预估工程投资约为115亿—183亿丹麦克朗，其中54亿丹麦克朗通过票款收入获得，其余部分由财政出资。
2007年1月，哥本哈根市有关部门决定在北门站修建哥本哈根地铁3号线通往Brønshøj、格莱萨克瑟、海莱乌的支线，计划用作哥本哈根地铁3号线（城市环线）的一条支线。当时3号线具体方案尚未确定，该段当时仅是预留线路。修建3号线时为避免大规模暂停地铁服务及一次耗资过大，而选择分段修建。2009年，哥本哈根市有关部门因当地财政难以负担且中央财政不予支持，取消了这一建设计划。
2007年3月，嘉士伯曾主张在都市更新中将3号线引入瓦尔比区，但因成本过高（预计9亿丹麦克朗）且预计难以有足够的社会效益及经济效益而未实现。 2007年6月1日，丹麦议会批准了哥本哈根地铁3号线规划，其中仅有团结名单－红绿联盟反对。
相关考古及地质勘探工作于2007年开始。 2010年开始管线迁移工作。2011年开始展开包括部分车站在内的前期主体工程建设。2011年1月7日，哥本哈根地铁公司与意大利轨道交通供应商安萨尔多签订列车与控制系统合同。2013年开始挖掘隧道。 2013年7月，有人向有关部门反映：“哥本哈根地铁3号线工地24小时施工，使得腓特烈教堂一带的的噪音达到78分贝”。最终，有关部门要求自18:00起的夜间时段禁止施工，这使得工期大大延误。
2019年9月29日，哥本哈根地铁3号线（城市环线）通车。 该线全部为新线，未使用已有路轨。覆盖哥本哈根市中心、厄斯特布罗区、诺勒布罗区、韦斯特布罗区、腓特烈斯贝。总长度15千米，全部为地下线路。设有17座车站，其中部分可以换乘哥本哈根地铁1号线、哥本哈根地铁2号线、哥本哈根地铁4号线、哥本哈根市郊铁路。3号线全程25分钟。3号线乘客可在腓特烈斯贝站和国王新广场站换乘1号线和2号线。 3号线预计每日可承载24万人次的客流量，3号线建成后哥本哈根地铁全线日可承载客流量也将达到46万人次。

### 4号线
哥本哈根地铁4号线一期通往哥本哈根北港，一期工程已于2020年3月28日通车。4号线一期线路走向为：东方码头站⟷北港站⟷东门站⟷腓特烈教堂站⟷国王新广场站⟷老海岸站⟷市政厅广场站⟷哥本哈根火车总站。4号线二期连接哥本哈根南港，车站包括（按到站先后顺序排序）：哥本哈根火车总站、杭讷霍尔门站、恩海沃码头站、斯卢瑟霍尔门站、莫扎特广场站、新埃勒比约站（4号线二期终点站）。4号线东门站⟷哥本哈根火车总站区间与3号线线路、停靠站均重合。4号线东门站⟷哥本哈根火车总站区间同时也是3号线东南环部分。国王新广场站在4号线建成后将可以同时换乘1号线、2号线、3号线、4号线。连接哥本哈根南港的4号线二期工程（哥本哈根火车总站⟷新埃勒比约站）预计将于2024年完工。4号线车站中，北港站可以换乘哥本哈根市郊铁路，东门站可以换乘国铁及哥本哈根市郊铁路，哥本哈根火车总站可以换乘国铁及哥本哈根市郊铁路，新埃勒比约站可以换乘哥本哈根市郊铁路。 

## 路線

哥本哈根地鐵线路圖（2020年3月28日数据）

哥本哈根地鐵路線圖（2020年）

### 營運路線
哥本哈根地铁拥有39座运营中车站。哥本哈根地鐵現時共有4條路線，分別為1号线、2号线、3号线、4号线。
1号线与2号线的终点均位于哥本哈根西部的万勒瑟站，且在万勒瑟站 ↔ 克里斯蒂安港站（位于哥本哈根市中心）这一区间共线，共構路段长7.69千米。之后，1号线与2号线均进入阿迈厄岛并在该岛上分為東西兩線。1号线在到达“冰岛码头站”之后转入地上，向西南经厄勒斯塔兹开发区、跨越厄勒海峡铁路到达终点站“西阿迈厄岛站”。2号线向东南方行进，在过黏土矿坑公园站后转入地上，经阿迈厄岛东部到达终点站哥本哈根机场站。1号线与2号线共构的“万勒瑟站”至“腓特烈斯贝站”段曾属于哥本哈根市郊铁路腓特烈斯贝线，这一段原本是高路基线路。现在自雉鸡路站起为转入地下，驶向哥本哈根市中心。
3号线，又称“城市環線、環線”，是位于哥本哈根主城区的环线，连接哥本哈根火车总站、韋斯特布羅、腓特烈斯贝、诺勒布罗、厄斯特布罗、哥本哈根市中心。
哥本哈根地铁地下线中埋深达到20米至30米的部分大约有10千米长的线路、9座车站。
地下线为两条铁轨分别对应两条平行的隧道，修建于地下30米左右处稳定的石灰岩地层中，不过地下车站却比隧道略高。地铁隧道内每600米设有一个紧急出口，这使得在地铁隧道内的任何一点距离紧急出口的距离不会超过300米。地铁隧道外径5.5米，内径4.9米，隧道壁厚0.6米。建设地铁隧道是同时使用了包括明挖回填法、新奥工法、盾构法在内的多种隧道施工方法。
高架线部分为高路基、部分为高架桥。
4号线，又称“港口线”，是连接哥本哈根北港与哥本哈根南港的线路，分一期和二期建设。一期（北港段）连接东方码头站↔哥本哈根火车总站之间，已于2020年3月28日通车。二期（南港段）连接哥本哈根火车总站↔新埃勒比约站之间，预计于2024年通车。
| 线路  | 起訖站                      | 通車日期       | 長度     | 車站数量               |
| ----- | --------------------------- | -------------- | -------- | ---------------------- |
| 1号线 | 万勒瑟 ↔ 西阿迈厄岛         | 2002年10月19日 | 13.9公里 | 15座                   |
| 2号线 | 万勒瑟 ↔ 哥本哈根機場       | 2002年10月19日 | 14.2公里 | 16座                   |
| 3号线 | 环线                        | 2019年9月29日  | 15.5公里 | 17座                   |
| 4号线 | 东方码头 ↔ 哥本哈根火车总站 | 2020年3月28日  | 4.5公里  | 8座（已启用车站）      |
| 4号线 | 东方码头 ↔ 哥本哈根火车总站 | 2020年3月28日  | 4.5公里  | 13座（包含建设中车站） |

### 远期规划

#### 哥本哈根地铁5号线
丹麦交通部主张将现时由哥本哈根市郊铁路F线及其所使用的哥本哈根环线铁路改造为哥本哈根地铁5号线。也有人认为应维持哥本哈根市郊铁路F线及其所使用的哥本哈根环线铁路现状，或在将改建为地铁时按照国铁限界设计。因为现有哥本哈根地铁列车宽度、高度均比哥本哈根市郊铁路列车要小，若这一工程按照现有的哥本哈根地铁限界建造，则会出现列车内部空间变得更加压抑、载客量难以提高。

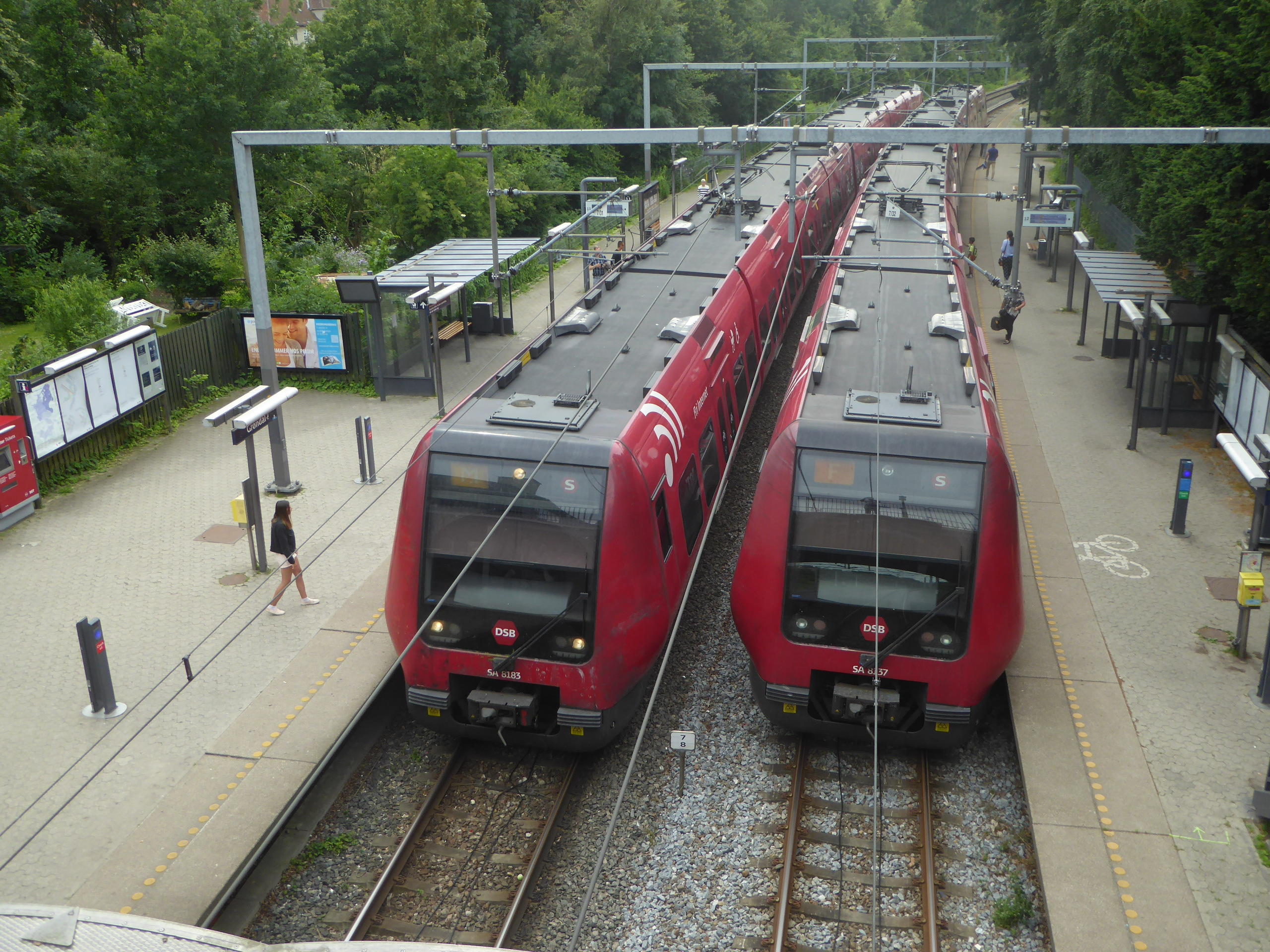
现有的哥本哈根市郊铁路列车，空间较比哥本哈根地铁列车更宽敞、载客量更大
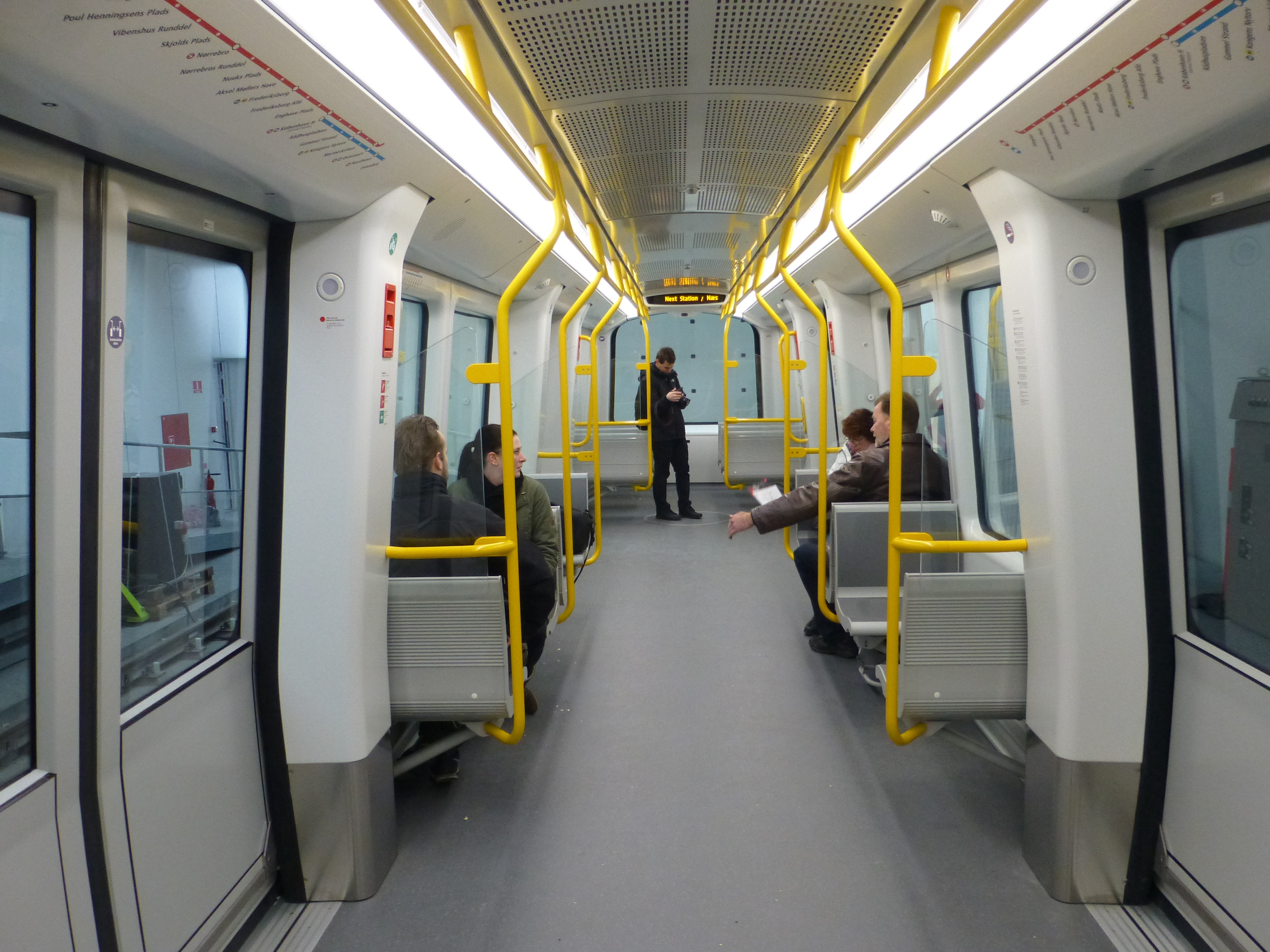
现有的哥本哈根地铁列车，空间较比哥本哈根市郊铁路列车更局促，载客量亦难以提升

#### 厄勒海峡地铁
2011年9月，哥本哈根与厄勒海峡对岸的瑞典马尔默市有关方面计划共同向欧盟申请资金修建跨国地铁 ——厄勒海峡地铁。规划中的这一地铁线路在马尔默一侧的终点站设在马尔默中央车站，通过海底隧道跨过厄勒海峡。建成后，两地间将形成比现有厄勒海峡大桥更直接、更快捷的交通方式，并能有效缓解厄勒海峡大桥的交通压力。同年12月，欧盟出资对该项目进行了研究。规划中的厄勒海峡地铁将是连通哥本哈根市中心与马尔默市中心间的一站直达地铁或大站快车地铁，并能够方便换乘其它交通工具，全程约15分钟。研究工作预计将持续到2020年。  

#### 其它
2011年，哥本哈根的有关部门提出了哥本哈根地铁6号线与哥本哈根地铁7号线的规划。其中，哥本哈根地铁6号线连接西北部郊区与阿迈厄岛中部，哥本哈根地铁7号线则是比哥本哈根地铁3号线（环线）更靠外的地铁二环线。 还有人主张将1号线或2号线西端终点延伸至现有东布伦比站。2017年，哥本哈根市政府提出了6号线进一步的规划，即大致方向为Brønshøj↔哥本哈根火车总站↔Refshaleøen的地铁线路。

## 车站
哥本哈根地铁目前共有39座投入使用的车站。 首通时，有22座车站开通，分属1号线和2号线，这批车站的设计单位均为“KHR Arkitekter”，设计时十分注重自然光的利用。 每一地铁站均在明显位置设有1个客服中心，标有大号“M”字样。售票采用人工售票与自动售票机结合的方式，闸机检票。车站采用岛式站台设计，所有地下車站都設有月台幕門，并全部为无障碍车站。
其中的6座埋深较深的地下车站，埋深约为20米，长60米，宽20米，平面大致呈长方形。乘客可通过自动扶梯和电梯由地面进入站台。为了减少拆迁，地铁站很多设在街道与广场地下。地下车站采用逆作法施工，（克里斯蒂安港站是一个例外，该站采用传统明挖回填法自下而上施工 ），其中第一道工序便是修建防水的土建结构。玻璃金字塔形的屋顶能够让更多的日光照进地铁站。由于玻璃金字塔形的屋顶本身就是可以分光的棱镜，所以经常能在下面看到彩虹。地铁站中的光线根据外界的自然光而自动调节，以充分利用日光，并使地铁站内有着适度的照明。
高架車站通过玻璃、混凝土和鋼鐵減少視覺衝擊。車站外設有自行車、汽車、巴士、計程車的停車場。

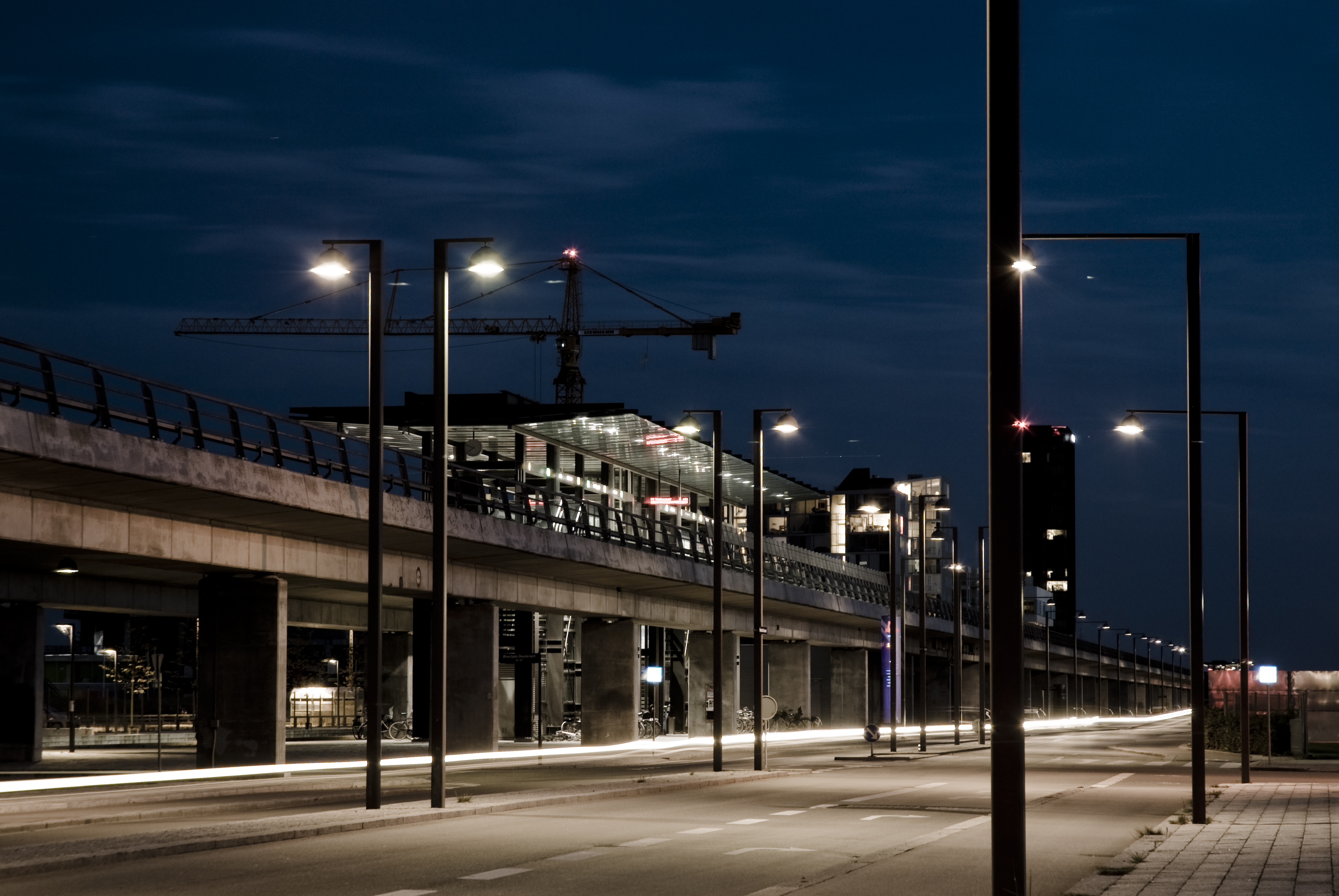
贝拉中心站
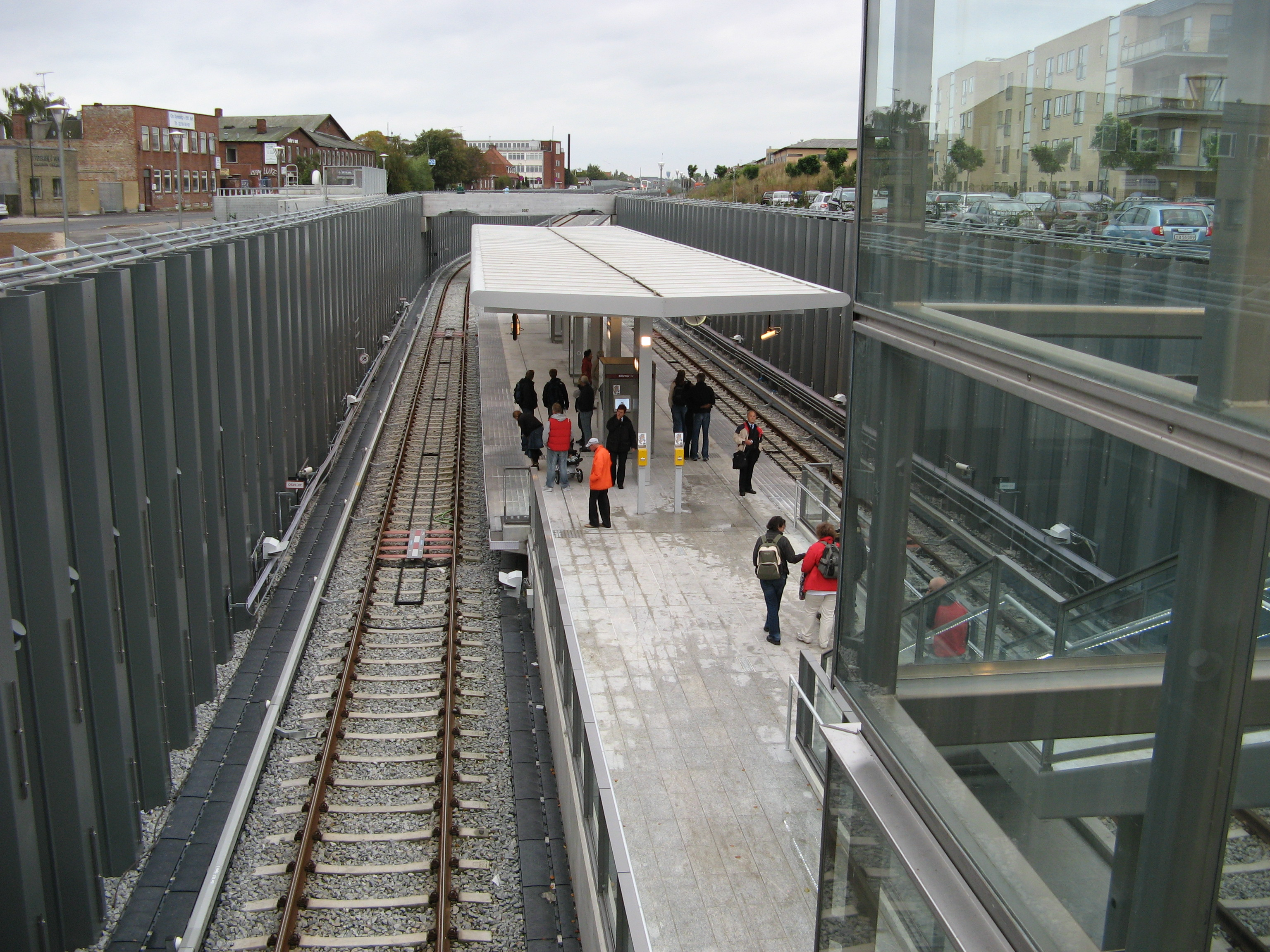
厄勒海峡站的下沉式露天站台
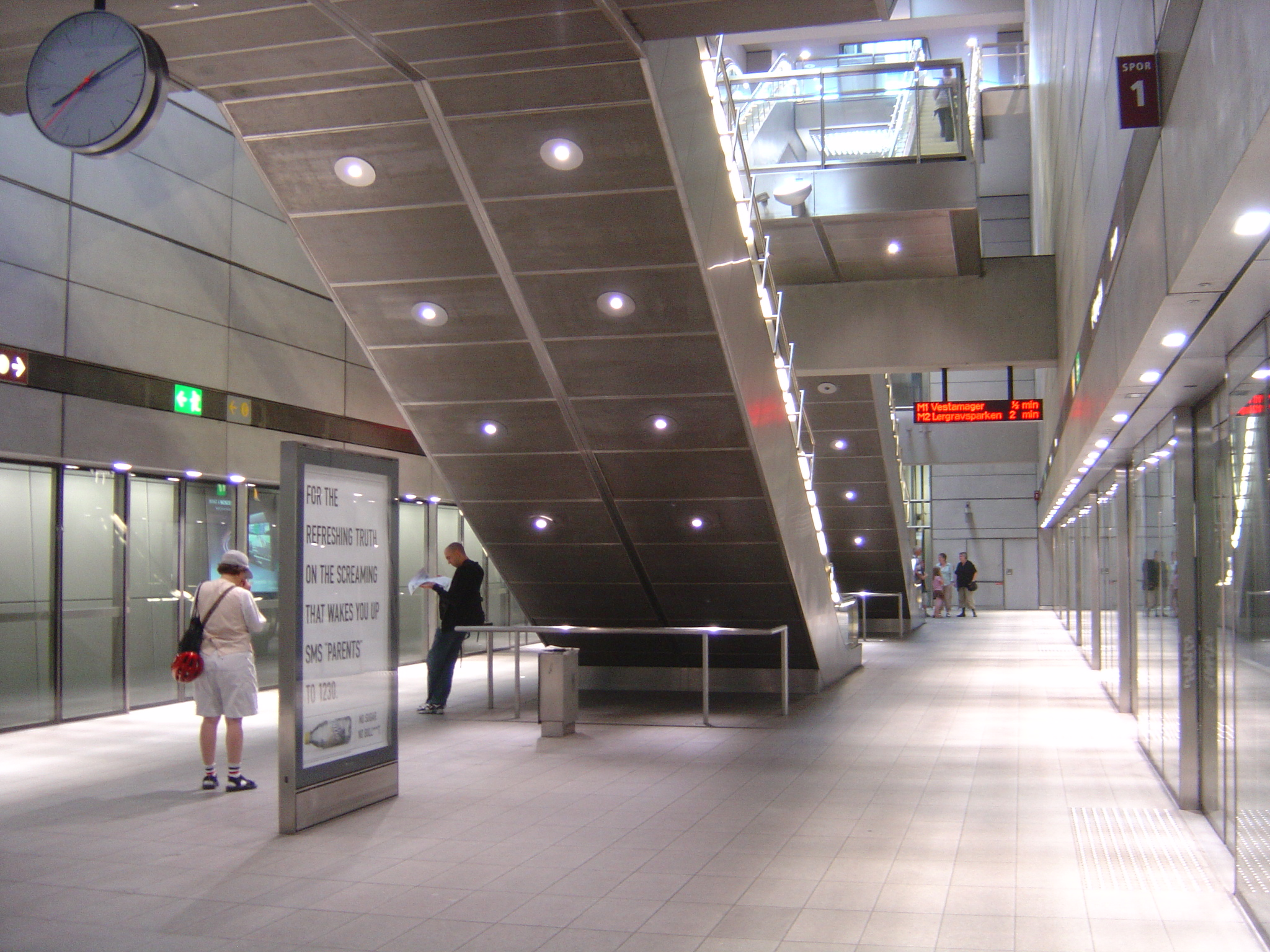
会展中心站的深层站台
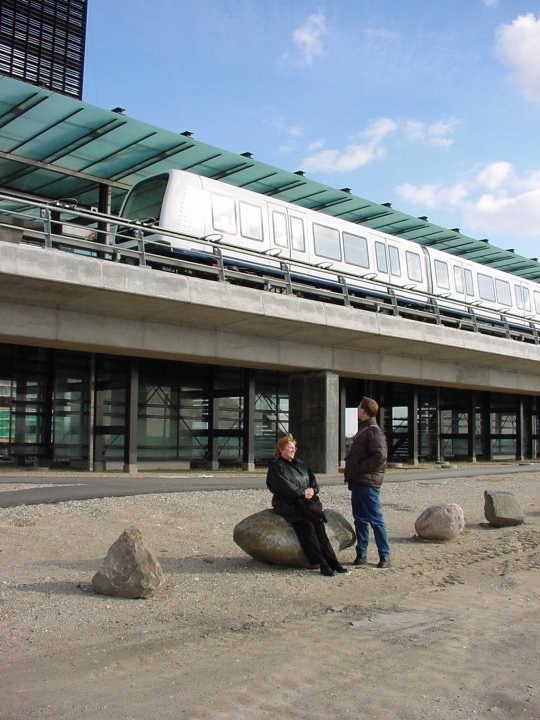
厄勒斯塔兹站

## 使用列车

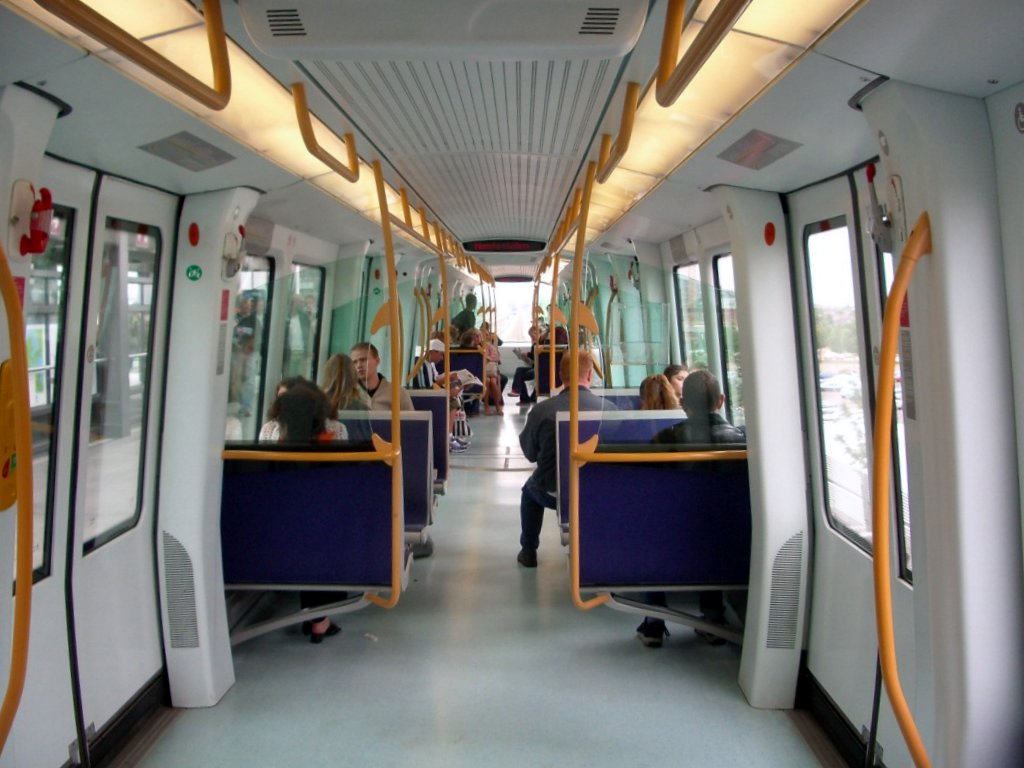
地铁列车内部

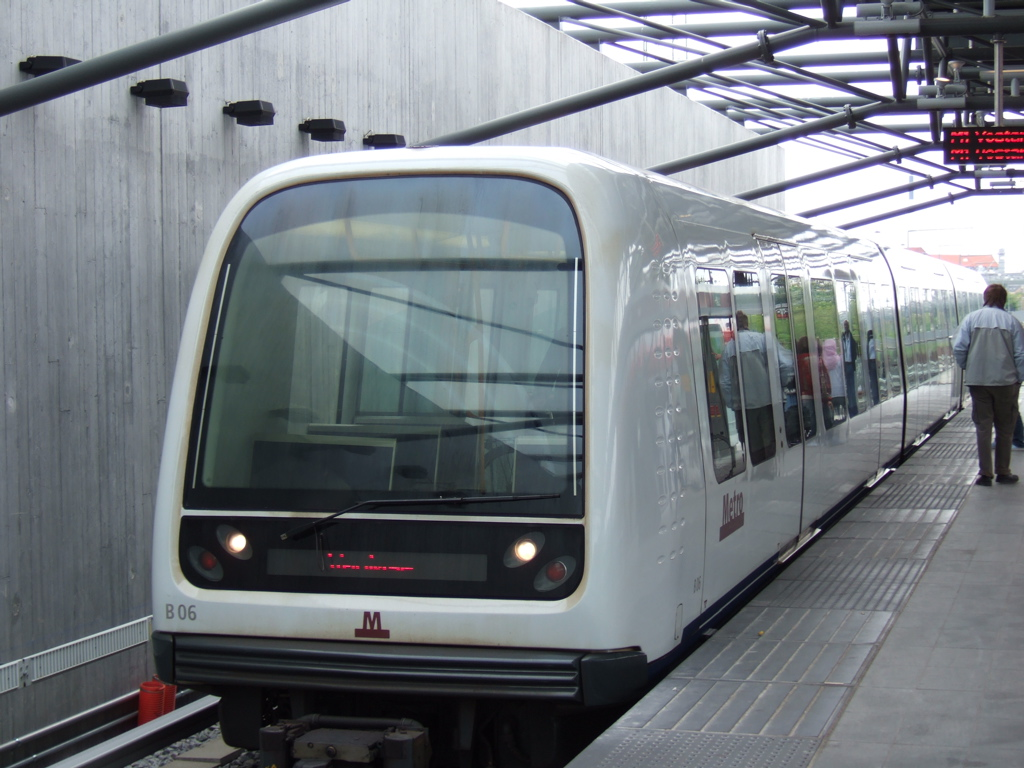
停靠在万勒瑟站的地铁列车

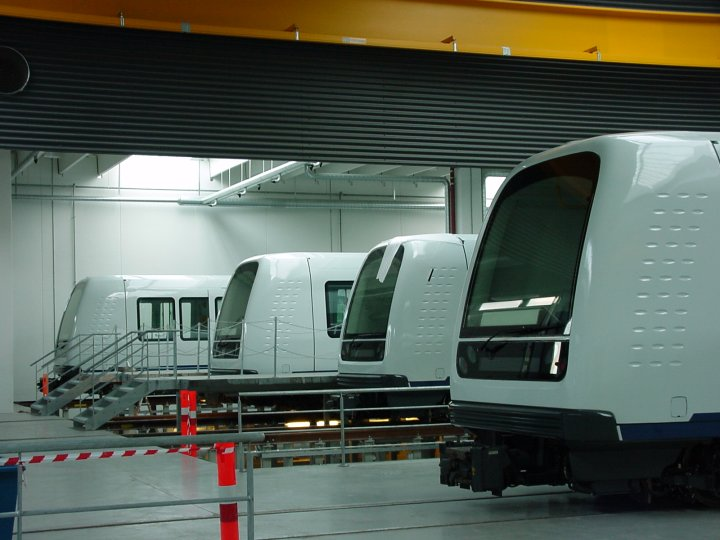
在车厂中接受维护的地铁列车

哥本哈根地铁共拥有64列型号为“日立轨道（意大利）无人驾驶地铁列车”的动力分散式电力动车组。1号线与2号线使用其中的34列，3号线和4号线使用其中的30列。1号线与2号线的车厂位于西阿迈厄岛站。
列车总共有12个车门，左右对称设计，每节车厢有4个车门。列车上有4处可用于放置轮椅和自行车的区域。
这一型号的动车组每节车厢均为动力车厢，每节车厢均安装有两部牵引功率为105千瓦 （141马力）的三相异步电动机，总共为列车提供630千瓦（840马力）的牵引功率。列车最高运行速度80千米/小时，平均运行速度40千米/小时。
列车曾计划采用4节编组，后为缩短长度改为目前的3节编组。 站台虽然比原规划短，但还能容纳下4节编组的列车。
| 列车型号     | 日立轨道（意大利）无人驾驶地铁列车 |
| ------------ | ---------------------------------- |
| 长度         | 39米                               |
| 宽度         | 2.65米                             |
| 编组         | 3节车厢（均为动力车厢）            |
| 重量         | 51吨                               |
| 牵引功率     | 630千瓦（840马力）                 |
| 供电制式     | 750V第三轨供电                     |
| 车门总数     | 12个                               |
| 车门宽度     | 1.6米                              |
| 座位数       | 96                                 |
| 站位数       | 204                                |
| 载客量       | 300人                              |
| 最高运行速度 | 80千米/小时                        |
| 加（减）速度 | 1.3米/秒2                          |
| 轨距         | 1435毫米（标准轨）                 |

## 运行

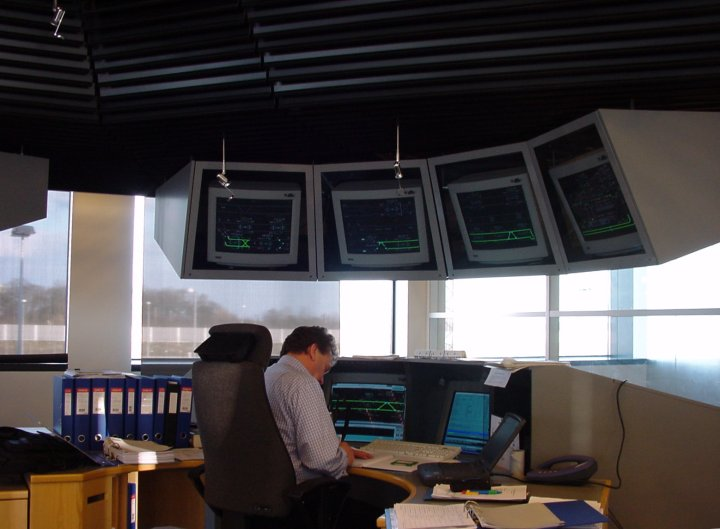
核心控制室

哥本哈根地铁列车全部为无人驾驶列车，由两个控制与维护中心控制。控制与维护中心一个位于西阿迈厄岛站，负责1号线和2号线；另一个位于哥本哈根南港，负责3号线和4号线。 哥本哈根地铁的列车自动控制系统下设有3个子系统：列车自动运行装置、列车自动监控系统、列车自动保护系统。列车自动运行装置负责自动驾驶列车按照预定的线路行驶，在预定的车站停靠，在适当的时间开关车门。列车自动监控系统负责向控制与维护中心实时反馈系统状况，包括轨道及列车等。列车自动保护系统负责控制列车速度、防止开门走车及让转辙器将列车引向正确的方向，是保障系统安全的核心部分。哥本哈根地铁的列车自动控制系统由当地公共交通监管部门负责监管，并取得了德国BOStrab、德国技术监督协会、挪威船级社的安全认证。哥本哈根地铁的控制系统还包括电力供应、通风、警报系统、监控探头、消防系统等。

### 西阿迈厄岛控制与维护中心
西阿迈厄岛控制与维护中心位于1号线南端终点西阿迈厄岛站，占地面积1.1公顷，包括一个车库和相关维保、控制设备。所属列车接受这一中心的控制，并在此处由自动设备清洗车厢外部。西阿迈厄岛控制与维护中心内有5千米长的轨道，其中有800米用于维保后试车。西阿迈厄岛控制与维护中心仅负责日常维保，较复杂的维保工作由厂方负责。日常维保通常不会消耗太多时间。中心内还存有数辆维保车辆，包括内燃工程机车。
核心控制室内平时有4名或5名员工值守：2名负责管理列车自动控制系统、1名负责处理乘客信息、1名负责管理下属子系统（包括电力供应等）。出现问题时，则有一个专业的团队负责处理。尽管列车不需要司机驾驶，但车站年仍有工作人员负责疏导乘客、售票、日常维护、应急处置等工作。

## 營運資訊
哥本哈根地铁提供7X24小时服务。高峰时段（07:00–10:00和15:00–18:00），两线重合的部分班距为2分钟，其余部分班距为4分钟。周四至周六夜间时段（0:00–05:00）两线重合的部分班距为7至8分钟，其余部分班距为15分钟，其余的夜间时段为20分钟。其余时段，两线重合的部分班距为3分钟，非两线重合的部分班距为6分钟。 1号线全程23分钟，2号线全程24分钟。 2009年，年客流量达到5000万人次，日客流量达到137,000人次。 2013年，年客流量增长至5500万人次.。
哥本哈根地铁在规划时十分注重换乘便利性。在市区可以坐着地铁直达机场。在万勒瑟站、弗林特霍尔姆站、诺勒布罗站可以换乘哥本哈根市郊铁路。在诺勒布罗站、厄勒斯塔兹站、哥本哈根机场站、哥本哈根火车总站可以与丹麦国家铁路无缝换乘。
哥本哈根地铁由公營企業“哥本哈根地铁公司”所拥有，该公司还主持建造了3号线（环线）。“哥本哈根地铁公司”的股权结构为：哥本哈根市政府（50%）、丹麦交通部（41.7%）、腓特烈斯贝市政府（8.3%）。 哥本哈根地铁公司的职工很少，其建设和运营均通过外包进行。 运营权外包予和米兰交通集团负责。

### 
哥本哈根地铁采用信用乘车方式，乘客在上车前买票，但往往不设置上车强制检票或下车强制检票。票价为分区计费制，设有4个区段，与丹麥國家鐵路（DSB）的哥本哈根市郊铁路與区域列车、哥本哈根公車票務整合。 所有的车站均设有自动售票机，携带犬只和自行车的乘客需另外购买行李票。 有单程票、多次票、公交卡3种形式的车票。乘客最少需要购买两个区段的车票。公交卡支持“丹麦旅行卡”（Rejsekort）和“哥本哈根卡”（Copenhagen Card）两种。购买儿童票时，一名成人最多可携带两名12周岁以下儿童。 在中心区之外，外围城区的地铁区段又被划分为多个分区，对于熟悉伦敦地铁或柏林地铁运作方式的游客来说，往往难以理解。乘客必须在车票上注明他们希望前往哪个分区.